# Opus Mortis VIII
Opus Mortis VIII è l'ottavo album della band death metal svedese Vomitory, pubblicato nel 2009 dalla Metal Blade Records.

## Tracce
1. Regorge in the Morgue – 2:32
2. Bloodstained – 3:02
3. They Will Burn – 4:03
4. The Dead Awaken – 5:02
5. Hate in a Time of War – 4:08
6. Torturous Ingenious – 3:31
7. Forever Damned – 3:33
8. Shrouded in Darkness – 3:35
9. Combat Psychosis – 3:41
10. Requiem for the Fallen – 3:17

## Formazione
- Erik Rundqvist - basso, voce
- Tobias Gustafsson - batteria
- Peter Östlund - chitarra
- Urban Gustafsson - chitarra